# Дворана Бели прстен
Дворана Бели прстен (јап. 長野市真島総合スポーツアリーナ) је вишенаменска дворана у Нагану, Јапан. Дворана је грађена између 1993. и 1996. када је и отворена. Број седећих места варира од 5.000 за хокеј на леду до 7.000 за кошарку.
Дворана је била једна од домаћина Зимских олимпијских игара 1998. године. У овој дворани су се одржала такмичења у уметничком и у брзом клизању на кратким стазама. Дворана је до сада била три пута домаћин светског купа у одбојци за жене и то 1999. 2003. и 2011. Такође била је домаћин групе Ц светског првенства у одбојци 2006.